# Listă de insule din Indonezia

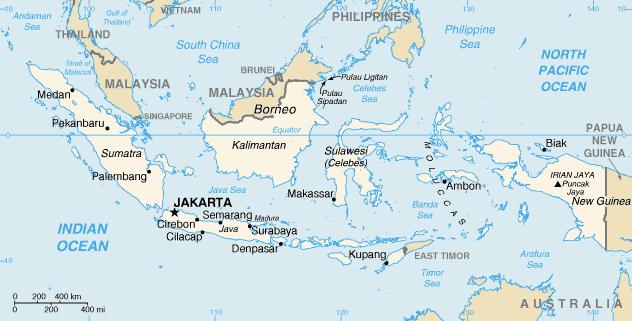
Harta Indoneziei

Conform unui studiu din 2002 al National Institute of Aeronautics and Space (LAPAN), arhipelagul Indonezian are 18 307 insule. Conform „CIA Factbook”, sunt 17 000 insule. 8 844 de insule au fost denumite, conform unor estimări ale Guvernului Indoneziei, dintre care 922 sunt nelocuite deloc.

## Insule mari
- Insulele Sunda
  - Insulele Greater Sunda
    - Java, fosta Jawa Dwipa.
    - Borneo - divizată între Kalimantanul Indonezian, Brunei, și statele Sabah și Sarawak ale Malaeziei.
    - Sumatra, fosta Swarna Dwipa.
    - Sulawesi, fosta Celebes.

  - Insulele Lesser Sunda
- Insulele Maluku
- New Guinea - divizată între provinciile Indoneziei: Papua și Papua de Vest și națiunea independentă Papua Noua Guinee.

## Alte insule
Urnătoarele insule sunt listate după provincie.

### Java

#### Banten
- Sangiang
- Panaitan
- Tinjil
- Umang

#### DKI Jakarta
- Insulele Thousand (Kepulauan Seribu)

#### Java de Vest
- Pulau Biawak (Insula Monitor Lizard), Indramayu

#### Java Centrală
- Karimun Jawa
- Nusa Kambangan

#### Java de Est
- Bawean
- Insulele Kangean
- Madura
- Raas
- Insula Raja
- Insula Sempu

### Sumatra

#### Aceh
199 insule
- Insulele Banyak, 99 insule
  - Bali
  - Tuangku
- Lasia
- Weh
- Simeulue

#### Sumatra de Nord
479 insule
- Nias
- Hinako
- Insulele Batu (fosta Batoe Eilanden), 51 insule
- Berhala în Strâmtoarea Malacca
- Jake
- Makole
- Masa
- Samosir, on Lake Toba

#### Sumatra de vest
- Insulele Mentawai
  - Siberut
  - Sipura (Sipora)
  - North Pagai
  - South Pagai
- Pasumpahan
- Sikuai

#### Bengkulu
- Insula Enggano
- Insula Mega

#### Lampung
- Child of Krakatoa (Anak Krakatau)
- Sebuku
- Sebesi
- Legundi

#### Riau
- Rupat
- Bengkalis
- Padang
- Rangsang
- Insula Tebing Tinggi
- Basu

#### Insulele Riau
cca 3 200 insule
- Natuna (Kepulauan Natuna)
  - South Natuna
  - Anambas
  - Natuna Besar
  - Tambelan
    - Insulele Badas
- Riau Archipelago
  - Batam
  - Great Natuna
  - Bintan
  - Penyengat
  - Bulan
  - Galang
  - Karimun islands
    - Great Karimun
    - Little Karimun

  - Kundur
  - Rempang
- Insulele Lingga
  - Lingga
  - Singkep

#### Insulele Bangka-Belitung
- Bangka
- Belitung

### Kalimantan

#### Kalimantanul de Est
- Insulele Derawan
  - Kakaban
- Insulele Balabalagan
- Bunyu
- Sebatik
- Tarakan

#### Kalimantanul de Sud
- Insulele Laut Kecil
- Laut
- Sebuku

#### Kalimantanul Central
- Damar
- Palau Buaya
- Palau Burung
- Palau Baning

#### Kalimantanul Vest
- Insulele Karimata
  - Karimata
- Bawal
- Galam
- Maya Karimata (Maya)

### Sulawesi

#### Sulawesi de Nord
- Insulele Talaud
  - Karakelang
  - Salibabu
  - Kabaruan
- Insulele Sangihe
  - Sangir Besar (Sangir)
  - Nanipa
  - Bukide
  - Siau
  - Tagulandang
- Lembeh
- Bunaken
- Manado Tua
- Nain
- Talise
- Bangka

#### SulawesiCentral
- Insulele Togian
  - Togian
- Insulele Banggai
  - Peleng
  - Banggai
  - Insulele Bowokan (Kepulauan Treko)

#### Sulawesi de Sud
- Insulele Pabbiring
- Insulele Sabalana
- Insulele Tengah
- Insulele Selayar
  - Insula Selayar
- Insulele Takabonerate

#### Sulaweside Sud-Est
- Insulele Tukangbesi
  - Wakatobi
    - Wangiwangi
- Wowoni
- Buton
- Muna
- Kabaena

### Insulele Lesser Sunda

#### Bali
- Bali
- Nusa Penida
- Nusa Lembongan
- Insula Menjangan
- Insula Serangan

#### West Nusa Tenggara
- Lombok
- Nusa Ceningan
- Pulau Menjangan
- Gili Selang
- Gili Tepekong
- Gili Biaha
- Gili Mimpang
- Sumbawa
- Sangeang
- Insula Moyo
- Satonda
- Gili Trawangan
- Gili Meno
- Gili Air

#### East Nusa Tenggara
- Insulele Alor, 14 insule + 1 (Timorul de Est)
  - Alor
  - Kepa
  - Pantar
- Flores
  - Babi
- Komodo
- Palu'e (Palu)
- Rinca
- Insula Rote
- Savu (Sawu)
- Insulele Solor
  - Adonara
  - Lembata (Lomblen)
  - Solor
- Sumba
- Timor, divizat între (Timorul de Vest) Indonezian și statul independent Timorul de Est

### Maluku

#### Maluku
- Buru
- Manipa
- Kelang
- Boano
- Seram
  - Ambon (Amboyna)
  - Saparua
- Arhipelagul Gorong
- Arhipelagul Watubela
- Banda
- Insulele Tayandu (Kepulauan Tayahad)
- Insulele Kai
- Insulele Aru
  - Enu
  - Kobroor
  - Maikoor
  - Trangan
  - Wokam
- Insulele Tanimbar
  - Selaru
  - Yamdena
- Babar
- Insulele Barat Daya
  - Romang
  - Liran
  - Damer
  - Wetar
- Insulele Leti
  - Lakor
  - Insula Leti
  - Moa
- Mici insule vulcanice în Banda Sea

#### North Maluku
- Halmahera
  - Machian (Makian)
  - Morotai
  - Ternate
  - Tidore
- Bacan
- Morotai
- Insulele Widi
- Insulele Obi
- Insulele Sula
- Insulele Erà

### Noua Guinee

#### Papua de Vest
610 insule, 35 nepopulate
- Insulele Asia
- Insulele Ayu
  - Palau Ayu
  - Palau Reni
- Insulele Raja Ampat
  - Batanta
  - Insulele Fam
  - Insulele Boo
  - Misool
  - Waigeo
    - Gam
    - Kawe
- Karas
- Semai

#### Papua
- Insulele Biak
  - Biak
  - Numfor
  - Yapen
  - Mios Num
  - Supiori
- Komoran
- Yos Sudarso